# 이홍렬
이홍렬(1954년 6월 22일(음력 5월 22일) ~ )은 대한민국의 희극인, 방송인이다.

## 생애
본관은 덕수이며, 1954년 6월 22일에 서울특별시에서 태어났다. 1979년 TBC 라디오 프로그램 《가요대행진》의 MC로 방송에 데뷔했다. 1987년(당시 34세)에 만학도로 중앙대학교 연극영화학과에 입학하고, 1991년에 학사 학위를 취득한 후 일본으로 출국했다. 어학 연수 후 1993년에 귀국하여 활발한 방송 활동을 하였다. 1995년 프리랜서를 선언한 뒤 MBC 뿐 아니라 SBS 《이홍렬쇼》등 타방송국으로 활동 무대를 넓혔다. 1998년 미국으로 유학을 가서 1999년 귀국하였다. 2001년 공주영상대학 이벤트연출학과 겸임교수로 재직했고, 2004년 리센엔터테인먼트를 설립하여 대표를 지냈으며, 오산대학교 이벤트연출학과 겸임교수로도 재직했다. 2005년에는 《이홍렬의 초짜들의 여유만만 일본어》라는 책을 썼다.

## 방송 출연작
- 1979년 《청춘 대합창》
- 1980년 《푸른광장》
- 1982년 《청춘만세》
- 1982년 《영11》 - 청춘극장
- 1983년 《영11》 - 100명에게 물읍시다.
- 1984년 《청춘1번지》
- 1984년 《노래하며 얘기하며》
- 1985년 《쇼 스타 24시》
- 1985년 《일요일 밤의 대행진》 - 참깨부부 들깨부부
- 1985년 《청춘만만세》 - 촉새 대감, 이홍렬의 가요 나들이, 사랑이란
- 1986년 《오늘은 일요일》
- 1986년 《유쾌한 스튜디오》
- 1987년 《퀴즈 명화여행》
- 1987년 《장학퀴즈》
- 1988년 《청춘행진곡》 - 맹부장 꽁과장
- 1988년 《젊음은 가득히》 - 배화여고 편
- 1989년 《코미디세상만사》
- 1990년 《내고향 좋을씨고》 - 경북 영덕 편
- 1991년 《세계는 지금》 - 일본 편
- 1993년 ~ 1994년 《오늘은 좋은 날》[5]
- 1993년 《이야기쇼 만남》
- 1993년 《동물의 천일야화》
- 1993년 《밤으로 가는 쇼》
- 1993년 《출발 시간여행》
- 1993년 《퀴즈여행 달려라 지구촌》
- 1993년 《일요일 일요일 밤에》
- 1993년 《집중퀴즈테크》
- 1993년 《쇼 주부환상특급》
- 1994년 《연예가 중계》
- 1994년 《높고 깊은 사랑》
- 1994년 《행운을 잡아라》
- 1994년 《데이터쇼 이것이 궁금하다》
- 1994년 《TV탐사》
- 1994년 《풍물기행 세계를 가다》
- 1994년 《콤비 콤비》
- 1994년 《음악이 있는 곳에》
- 1994년 《94 MBC 대학가요제》(특별 MC)
- 1994년 《한밤의 데이트》
- 1995년 《이홍렬 쇼》
- 1995년 《코미디채널 600》
- 1995년 《95개그맨가요제》
- 1995년 《출발 토요대행진》
- 1995년 《33인 퀴즈쇼》
- 1995년 《우정의 무대》
- 1995년 《TV 전파왕국》
- 1995년 《주병진 나이트쇼》
- 1995년 《95 미스유니버시티대회》
- 1995년 《슈퍼TV 세계가 보인다》
- 1995년 《TV는 사랑을 싣고》
- 1995년 《T.V 파크》
- 1996년 《폭소발명왕》
- 1996년 《특종 연예시티》
- 1996년 《이홍렬 쇼》
- 1997년 《쇼 토요특급》
- 1997년 《쇼 아빠의 청춘》
- 1997년 《97 돈이 보인다》
- 1997년 《무대인생 반세기 선후배 큰잔치》
- 1997년 《감동 깜짝쇼》
- 1997년 《아름다운 것이 좋다 - 97미스코리아와 함께》
- 1997년 《박상원의 아름다운 TV 얼굴》
- 1998년 《98 MBC 만나면 좋은친구》
- 1998년 《김국진의 스타다큐》
- 1998년 《브라보 신세대》
- 1999년 《백지연의 백야》
- 1999년 《테마게임》
- 1999년 《이홍렬 스페셜 - 놀라운 김치》
- 1999년 《이홍렬의 개그라이브쇼》
- 2000년 《TV 대발견》
- 2000년 《최고를 찾아라》
- 2001년 《퀴즈 정글》
- 2001년 《진실게임》
- 2001년 《초특급일요일만세》
- 2001년 《이홍렬의 해피통신》
- 2002년 《신동천하》
- 2002년 《쇼! 일요천하》
- 2002년 《이홍렬, 박혜진의 해피통신》
- 2002년 《스타 집현전》
- 2002년 《깜짝스토리랜드》
- 2002년 《러브투나잇》
- 2003년 《이홍렬, 박주미의 여유만만》
- 2003년 《백만불 미스터리》
- 2003년 《농어촌네트워크 싱싱 토요일》
- 2003년 《이홍렬의 월드골프》
- 2005년 《체험 삶의 현장》
- 2005년 《이홍렬,홍은희의 여유만만》
- 2005년 《EBS-TV 튀는 지식, 팝콘》
- 2006년 《이홍렬의 톡쏘는 남자들》
- 2006년 《사랑의 핸디매치》
- 2007년 《코미디 X-1》
- 2008년 《가족이 필요해 시즌2》
- 2008년 《실버토크-노노클럽》
- 2008년 《도전수퍼스타》
- 2008년 《이홍렬, 박성연의 마케팅신화》
- 2009년 《이홍렬의 펀펀한 북카페》
- 2009년 《생방송 나이아가라》
- 2011년 《추억이 빛나는 밤에》
- 2012년 《이슈&피플》
- 2012년 《찾아라! 맛있는 TV》
- 2013년 《맛있는 수다》
- 2013년 《2013 코이카의 꿈》
- 2014년 《코미디의 길》
- 2016년 《대전MBC 토크앤조이》 ... 게스트
- 2016년 《슈퍼맨을 만나다》
- 2018년 《비디오스타》 ... 게스트
- 2019년 《최신유행 프로그램 2》
- 2020년 《6시내고향》
- 2021년 《생방송 행복드림 로또 6/45》... 게스트 965회
- 2021년 《[레디온]》CGN 진행중
- 2025년 4월 19일 ~ 현재 MBN 《속풀이쇼 동치미》

## 음반
- 1998년 《이홍렬 1집》

## 드라마, 시트콤 출연작
- 1988년 《MBC베스트셀러극장 '샴프의 요정'》
- 1996년 《LA아리랑》
- 1996년 《음식남녀》
- 1997년 《남자 셋 여자 셋》
- 1998년 《순풍산부인과》 - 오중의 삼촌 역
- 2000년 《웬만해선 그들을 막을 수 없다》 - 노홍렬 역
- 2003년 《불멸의 이순신》 - 도인 역
- 2009년 《지붕뚫고 하이킥!》 - 안다리 역
- 2015년 《떴다! 패밀리》 - 결혼정보회사'홍춘'대표 역
- 2017년 《너의 등짝에 스매싱》 - 영화사 대표 역

## 영화 출연작
- 2002년 《몽정기》

## 라디오
- 1980년 《푸른 광장》
- 1980년 《노래하는 곳에》
- 1983년 《별이 빛나는 밤에》
- 1984년 《밤을 잊은 그대에게》
- 1985년 《싱글벙글쇼》
- 1986년 《오늘은 일요일》
- 1987년 《우리는 새싹들이다》
- 1993년 《정오의 희망곡》
- 1993년 《전국퀴즈열전》
- 1995년 《FM은 내 친구》
- 2002년 《이홍렬,임예진의 12시큐》
- 2014년 《이홍렬의 라디오쇼》

## CF
- 1985년 《진주햄 줄줄이바나나소시지》
- 1985년 《에바스화장품》 (가수 나미와 함께)
- 1986년 《삼양식품 삼양스낵》
- 1986년 《영진약품 판크레온*에프》
- 1986년 《삼양식품 짜짜로니》 (이경규와 함께 출연)
- 1989년 《롯데웰푸드 ABC초콜릿》 (MBC 코미디언 팀으로 출연)
- 1993년 《해태제과식품 우리또래》 (홍진경과 함께 출연)
- 1994년 《롯데웰푸드 꽃게랑아이스크림》
- 1995년 《크라운제과 딸기콘》 (이제니와 함께 출연)
- 1995년 《GC녹십자 제노킨》 (희극인 강호동와 함께)
- 1995년 《보령메디앙스 보드레》 (이성미와 함께 목소리 출연)
- 1995년 《대웅제약 베아제》
- 1995년 《삼양식품 삼양라면》 - 머피의 법칙/넌 할 수 있어 편
- 1995년 《삼양식품 큰냄비》 (송경철, 이인혜와 함께 출연)
- 1995년 《위니아전자 입체냉장고 탱크》 (고소영, 배종옥, 박인환, 염정아, 이영하, 이재룡, 유인촌과 함께 출연)
- 1995년 《KB국민카드》 (장은 JCB카드)
- 1995년 《삼양식품 대관령 김치라면》
- 1996년 《중흥건설(거평프레야)》 (유인촌, 김희선, 배종옥, 박상아, 이재룡과 함께 출연)
- 1996년 《미코팬시 항균노트》
- 1996년 《위니아전자 전자렌지 요리박사》
- 1996년 《GC녹십자 OK》
- 1996년 《위니아전자 탱키》
- 1996년 《삼양식품 삼선 짜짜로니》
- 1996년 《애경산업 생금비누&보디글렌저》
- 1997년 《서울이동통신 서울 시티폰》
- 1997년 《매일유업 치즈피아 스모크햄치즈》
- 1997년 《청정원 즉석 디럭스》 (고두심과 함께 출연)
- 1997년 《후지필름 오토오토》
- 1997년 《교원구몬 구몬학습》
- 1999년 《동원F&B 일품만두》 (허영란과 함께 출연)
- 2000년 《공익광고협의회 제16대 국회의원 선거 공익광고》 (한고은과 함께 출연, 펌프 잇 업을 소재로 함)
- 2000년 《동원F&B 라우동》 (강성진과 함께 출연)
- 2000년 《옥션》
- 2000년 《LG생활건강 자연퐁싹》 (1편에선 중식당/2편에선 김희애와 함께 출연)
- 2000년 《동원F&B 오곡음료》
- 2000년 《동원F&B 동원참치 3억원이벤트》
- 2000년 《동원F&B 동원참치》(with 백성현)
- 2000년 《동원F&B 동원선물세트》
- 2001년 《동원F&B 동원영양구이》
- 2001년 《현대캐피탈 드림론패스》
- 2002년 《구구스터디》
- 2002년 《동아제약 어린이 성장제 솔표 아이키》
- 2003년 《서울우유》
- 2014년 《어린이재단》
- 2017년 《AJ셀카》

## 경력
- 1998년 어린이재단 홍보대사
- 2000년 싸다콤 홍보이사
- 2003년 테일러메이드 코리아 홍보대사
- 2005년 코리아 드라마페스티벌 명예홍보대사
- 2007년 한우자조금 한우사랑 연예인 서포터즈
- 2010년 명지병원 홍보대사
- 2011년 파워스터디 홍보이사
- 2015년 청도세계코미디아트페스티벌 홍보대사
- 2018년 2019 순천 방문의 해 홍보대사
- 2019년 상주시 홍보대사

## 인간 관계
- 가수 전영록과는 중학교 동창이다.[6]

## 저서
- 1993년 《사요나라 개그나라》
- 1994년 《귀곡산장》
- 2000년 《아버지되기는 쉬워도 아버지 노릇하기는 어렵다》
- 2005년 《초짜들의 여유만만 일본어》
- 2005년 《사랑합니다 내게 하나뿐인 당신》
- 2006년 《아들아 아빠가 잠시잊고 있었단다》
- 2010년 《불멸의 연애공식》
- 2014년 《60초 - 이홍렬의 즐겁게 사는 이야기》
- 2016년 《인생 뭐 있다 - 개그보다 더 웃긴 이홍렬의 인생 쇼》

## 수상 경력
- 1982년 MBC 연기대상 코미디부문 신인상
- 1986년 MBC 연기대상 코미디부문 우수상
- 1993년 MBC 방송대상 코미디부문 최우수상
- 1994년 올해의 스타상 우수상 코미디언 (TV저널사 주최)
- 1995년 제7회 한국방송프로듀서상 특별상 코미디언 부문 (한국방송프로듀서 연합회)
- 1995년 제2회 대한민국 연예예술상 신세대 희극인상 (사단법인 한국연예협회)
- 1996년 올해의 광고 모델상 (한국광고 연구원)
- 1997년 제4회 대한민국 연예예술상 방송진행상 (사단법인 한국연예협회)
- 1997년 '97 대한민국 모델채용박람회 주부중년 부문 최고 인기 모델상
- 1998년 제10회 한국방송프로듀서상 출연자상 TV 진행자 부문 (한국방송프로듀서 연합회)
- 2000년 SBS 창사 특집 연기자상 수상
- 2001년 제79회 어린이날 국무총리표창
- 2006년 기부문화 혁신포럼 행정자치부(現 행정안전부) 장관 표창
- 2010년 SBS 연예대상 예능 10대 스타상
- 2011년 보건복지부 나눔실천유공자 장관상
- 2020년 SBS 연예대상 레전드 특별상 (이홍렬쇼)